# Tovdals kommun
Tovdals kommun (norska: Tovdal kommune) var en kommun i Aust-Agder fylke i södra Norge. Kommunen omfattade ett område i den västra delen av nuvarande Åmli kommun. Byn Hillestad utgjorde kommunens centralort.

## Administrativ historik
Lille Topdals kommun upprättades den 1 januari 1908 genom utbrytning ur Åmli kommun. Kommunen hade 389 invånare vid upprättandet.
1922 bytte kommunen namn från Lille Topdals kommun till Tovdals kommun.
Den 1 januari 1967 gick Tovdals kommun åter upp i Åmli kommun. Kommunens hade då 161 invånare.